# TVN+1
TVN+1 è stata una rete televisiva generalista polacca gestita e di proprietà di Grupa ITI che trasmetteva in lingua polacca.